# كريستيان ندويمانا
كريستيان ندويمانا هو لاعب كرة قدم بوروندي في مركز الهجوم، ولد في 18 مايو 1983 في بوجومبورا في بوروندي. شارك مع منتخب بوروندي لكرة القدم.

## وصلات خارجية
- كريستيان ندويمانا على موقع الاتحاد الدولي (مؤرشف)  (الإنجليزية)
- كريستيان ندويمانا على موقع قاعدة بيانات كرة القدم.إي يو (الإنجليزية)
- كريستيان ندويمانا على موقع ناشيونال فوتبول تيمز (الإنجليزية)